# محمد آبشک
محمد آبشک (زاده ۷ بهمن ۱۳۶۵ رشت) بازیکن فوتبال اهل ایران است که در پست هافبک میانی برای باشگاه فوتبال شهرداری نوشهر بازی می‌کند.

## دوران باشگاهی و افتخارات

### سپیدرود رشت
او فوتبال خود را از تیم‌های پایه سپیدرود رشت آغاز کرد و پس از بازی در تیم بزرگسالان سپیدرود به تیم داماش گیلان پیوست. آبشک در سال نود و دو با داماش به نیمه نهایی جام حذفی رسید.

### مس کرمان
با مس برای اولین بار در فوتبال کرمان فینالیست جام حذفی ایران شد. زیباترین گل دوران فوتبال او با شوت سی و پنج متری به تراکتورسازی با پیراهن داماش رقم خورد
او در تیم‌هایی مثل نساجی مازندران و فولاد خوزستان هم بازی کرد و با این تیم در جام باشگاه‌های آسیا به میدان رفت. قهرمانی در جام حذفی و سوپرجام فوتبال ایران همراه با فولاد خوزستان از افتخارت وی در زمان حضور او در فولاد خوزستان است.

## افتخارات
- نیمه نهایی جام باشگاه‌های آسیا[۱۳]
- قهرمانی در جام حذفی با فولاد خوزستان[۱۴]
- قهرمانی در سوپرجام فوتبال ایران همراه فولاد خوزستان